# Begonia timorensis
Begonia timorensis là một loài thực vật có hoa trong họ Thu hải đường. Loài này được (Miq.) Golding & Kareg. mô tả khoa học đầu tiên năm 1984.